# كارفينتانيل
كارفنتانيل هو مركب تناظري من الفنتانيل و مسكن الأفيونية الاصطناعية. وحدة من كارفنتانيل بمعدل قوة 100 مرة مثل نفس الكمية من الفنتانيل، 5000 مرة أقوي من وحدة من الهيروين و 10,000 مرة كما قوية وحدة من المورفين. 
قد أثارت سمية كارفنتانيل لدى البشر وتوافره التجاري الجاهز مخاوف بشأن استخدامه المحتمل كسلاح من أسلحة الدمار الشامل من جانب الدول المارقة والجماعات الإرهابية. 
تم تصنيع كارفنتانيل لأول مرة في عام 1974 من قبل فريق من الكيميائيين في يانسن للأدوية التي شملت بول يانسن. وهي تصنف كالجدول الثاني بموجب قانون المواد الخاضعة للمراقبة في الولايات المتحدة الأمريكية مع إدارة مكافحة المخدرات رقم 9743 وحصة التصنيع الإجمالية السنوية لعام 2016 البالغة 19 غراما (أقل من 0.7 أوقية). 

## أزمة رهائن مسرح موسكو
في عام 2012، وجد فريق من الباحثين في مختبرات الدفاع الكيميائية والبيولوجية البريطانية في بورتون داون كارفنتانيل وريميفنتانيل في ملابس من اثنين من الناجين البريطانيين من أزمة الرهائن في مسرح موسكو عام 2002 وفي البول من الناجي الثالث. وخلص الفريق إلى أن الجيش الروسي استخدم ضباب الهباء الجوي من كارفنتانيل وريميفنتانيل لإخضاع الخاطفين الشيشان.
كتب مؤلفون في جريدة سابقة في سجلات طب الطوارئ من الأدلة المتاحة أن خدمات الطوارئ في موسكو لم تبلغ عن استخدام الوكيل، ولكن تم توجيههم لجلب مضادات الأفيونية. لا يعرف العاملون في حالات الطوارئ أنهم يتوقعون مئات المرضى الذين يتعرضون لجرعات عالية من الأفيونيات القوية، فإنهم لم يجلبوا ما يكفي من النالوكسون أو النالتريكسون (أكثر مضادات الأفيون شيوعا) لمواجهة كارفنتانيل وريميفنتانيل وإنقاذ حياة العديد من الضحايا. تأكد أن 125 شخصا تعرضوا للغاز المستخدم في محاولة الإنقاذ قد توفوا بسبب فشل الجهاز التنفسي واستنشاق الهباء الجوي خلال الحادث. ويذكر المؤلفان أنه على افتراض أن كارفنتانيل وريميفنتانيل هما العنصران النشطان الوحيدان لغاز خروج المغلوب، فإن أخطر خطر على ضحايا المسرح كان من شأنه أن يكون انقطاع النفس (فقدان التنفس)، وأن التهوية الميكانيكية أو العلاج مع مضادات الأفيون كان يمكن أن يكون قد أنقذ العديد من الحياة. 

## الاستيراد من الصين
وفقا لمقال أسوشيتد برس من عام 2016، «الأسلحة الكيميائية للبيع: المخدرات غير المنظمة في الصين»، الفنتانيل، كارفنتانيل وغيرها من المشتقات قوية جدا من الفنتانيل وتسويقها بنشاط من قبل العديد من الشركات الكيميائية الصينية. لم يكن كارفنتانيل مادة خاضعة للرقابة في الصين حتى 1 مارس 2017، وحتى ذلك الحين تم تصنيعها بشكل قانوني وبيعها علنا عبر الإنترنت. 
وأفادت السلطات في لاتفيا وليتوانيا الاستيلاء على كارفنتانيل كمخدرات غير مشروعة في أوائل 2000s. حوالي عام 2016، بدأت الولايات المتحدة وكندا الإبلاغ عن زيادة كبيرة في شحن كارفنتانيل وغيرها من المخدرات الأفيونية القوية للعملاء في أمريكا الشمالية من شركات توريد المواد الكيميائية الصينية. في يونيو 2016 ضبطت الشرطة الملكية الكندية الملكية كيلوغرام واحد من كارفنتانيل شحنها من الصين في مربع المسمى «ملحقات الطابعة». وذكرت وكالة خدمات الحدود الكندية ان الشحنة تحتوى على 50 مليون جرعة مميتة من المخدرات وهي أكثر من كافية للقضاء على جميع سكان البلاد في حاويات وصفت بأنها خراطيش حبر لطابعات هيوليت باكارد لاسرجيت. وقال ألان لاي، المسؤول المسؤول في الشرطة الملكية الكندية في كالجاري الذي ساعد في الإشراف على التحقيق الجنائي، «فيما يتعلق ب كارفنتانيل، لا نعلم لماذا تأتي مادة القوة إلى بلدنا». 

## زيادة الاستخدام غير المشروع
في تشرين الثاني / نوفمبر 2016 مقالة في الوقت المناسب، «الهيروين يجري مرهقة مع مادة جديدة مرعبة: ما يجب معرفته حول كارفنتانيل»، تقارير أكثر من 300 حالة جرعة زائدة تتعلق نظائرها الفنتانيل والفنتانيل والعديد من الوفيات المتصلة المخدرات منذ أغسطس 2016 في العديد من الولايات المتحدة، بما في ذلك ولاية أوهايو، ولاية فرجينيا الغربية، إنديانا، كنتاكي وفلوريدا. في عام 2017، توفي رجل ميلووكي، ويسكونسن من جرعة زائدة كارفنتانيل، من المحتمل أن تتخذ دون علم بمخدرات أخرى غير قانونية مثل الهيروين أو الكوكايين. وكارفنتانيل غالبا ما تؤخذ مع الهيروين أو من قبل المستخدمين الذين يعتقدون أنهم يتناولون الهيروين. يتم إضافة كارفنتانيل إلى الهيروين أو بيعه لأنه أقل تكلفة ويسهل الحصول عليه (حتى تضافه الصين إلى قائمة المواد الخاضعة للرقابة في 1 مارس 2017، كان من القانوني للشركات الصينية الإعلان عن وبيع كارفنتانيل عبر الإنترنت، وتقدم وتقديم المشورة للعملاء في البلدان الأخرى بشأن كيفية استيراده بطريقة غير مشروعة) وأسهل من صنع الهيروين الحقيقي. 

## إمكانات كسلاح كيميائي
وقد تم مقارنة سمية كارفنتانيل مع غاز الأعصاب، وفقا ل أسوشيتد برس "المادة" سلاح كيميائي للبيع: الصين المخدرات غير المنظمة ". ونقلت المقالة عن أندرو سي. ويبر مساعد وزير الدفاع الأمريكي لشؤون الدفاع النووي والكيميائي وبرامج الدفاع البيولوجي في الفترة من 2009 إلى 2014 قوله "إنه سلاح، ولا ينبغي أن تكون الشركات مجرد إرسالها إلى أي شخص". وأضاف السيد ويبر أن "الدول التي نشعر بقلقنا كانت مهتمة باستخدامها لأغراض هجومية... ونحن قلقون أيضا من أن مجموعات مثل داعش يمكنها أن تأمر بها تجاريا". ووصف السيد ويبر الطرق المختلفة التي يمكن أن يستخدمها كارفنتانيل كسلاح، مثل ضرب القوات وأخذهم رهائن أو قتل المدنيين في أماكن مغلقة مثل محطات القطار. 